# Ladainha

Lage von Ladainha im Bundesstaat Minas Gerais

Ladainha, amtlich portugiesisch Município de Ladainha, ist eine brasilianische Stadt im Nordwesten des Bundesstaates Minas Gerais.
2019 hatte Ladainha nach offizieller Schätzung eine Bevölkerung von 18.111 Einwohnern auf einer Fläche von 865 km². Die Stadt gehörte von 1989 bis 2017 zur Mesoregion Vale do Mucuri und der Mikroregion Teófilo Otoni.

## Geographie
Ladainha liegt am Rio Mucuri auf einer Höhe von 670 Metern, 65 km nordwestlich von Teófilo Otoni in 515 km Entfernung zur Bundesstaatshauptstadt Belo Horizonte. Angrenzend liegen Novo Cruzeiro, Malacacheta, Poté, Teófilo Otoni, und Itaipé.

## Geschichte
Die Besiedlung begann 1926 mit dem Bau von 61 Häusern für die Arbeiter der Bahia-Minas Eisenbahn. Der Bahnhof wurde Ladainha do Podô genannt, nach einem alten Mann namens Podô, der für seine Rosenkranzgebete bekannt war, die im Portugiesischen Ladainha heißen.
Es wurde 1949 eine eigenständige Verwaltungseinheit.

## Wirtschaft
Die wichtigsten wirtschaftlichen Aktivitäten sind Dienstleistungen, Kleinindustrie und Landwirtschaft. Ein Großteil der Bevölkerung lebt auf dem Land und betreibt Subsistenzlandwirtschaft. Das Bruttosozialprodukt belief sich 2005 auf 33 Millionen R$, mit 24 Millionen R$ aus Dienstleistungen, 3 Millionen R$ aus der Industrie und 5 Millionen R$ aus der Landwirtschaft. Es gab 2.330 Landwirte auf 35.000 Hektar Land. Im Jahr 2006 hatten nur 15 Farmen Traktoren. Ungefähr 6.300 Einwohner hingen von der Landwirtschaft ab. Die wichtigsten Kulturpflanzen sind Bananen, Kaffee, Zuckerrohr, Bohnen und Mais. Es gab 14.000 Rinder (2006). Es gab 2007 nur eine Bank und 312 Automobile sowie 598 Motorräder, d. h. ein Verhältnis von 53 Einwohnern pro Automobil.
Im Jahr 2000 war das durchschnittliche monatliche Einkommen mit 72 R$ weit unterhalb des Durchschnitts von 276 R$ im Bundesstaat und von 297 R$ in Brasilien.

## Gesundheit und Bildung
Es gab 2006 fünf medizinische Praxen (health clinics) und ein Hospital mit 23 Betten. Patienten mit schweren Erkrankungen werden nach Teófilo Otoni gebracht. Die Schulbildung wird durch 24 Grundschulen, 2 Mittelschulen und 1 Vorschule geleistet. Es gab 2006 einen Campus der PUC Minas mit weniger als 100 Studenten.

## Siehe auch

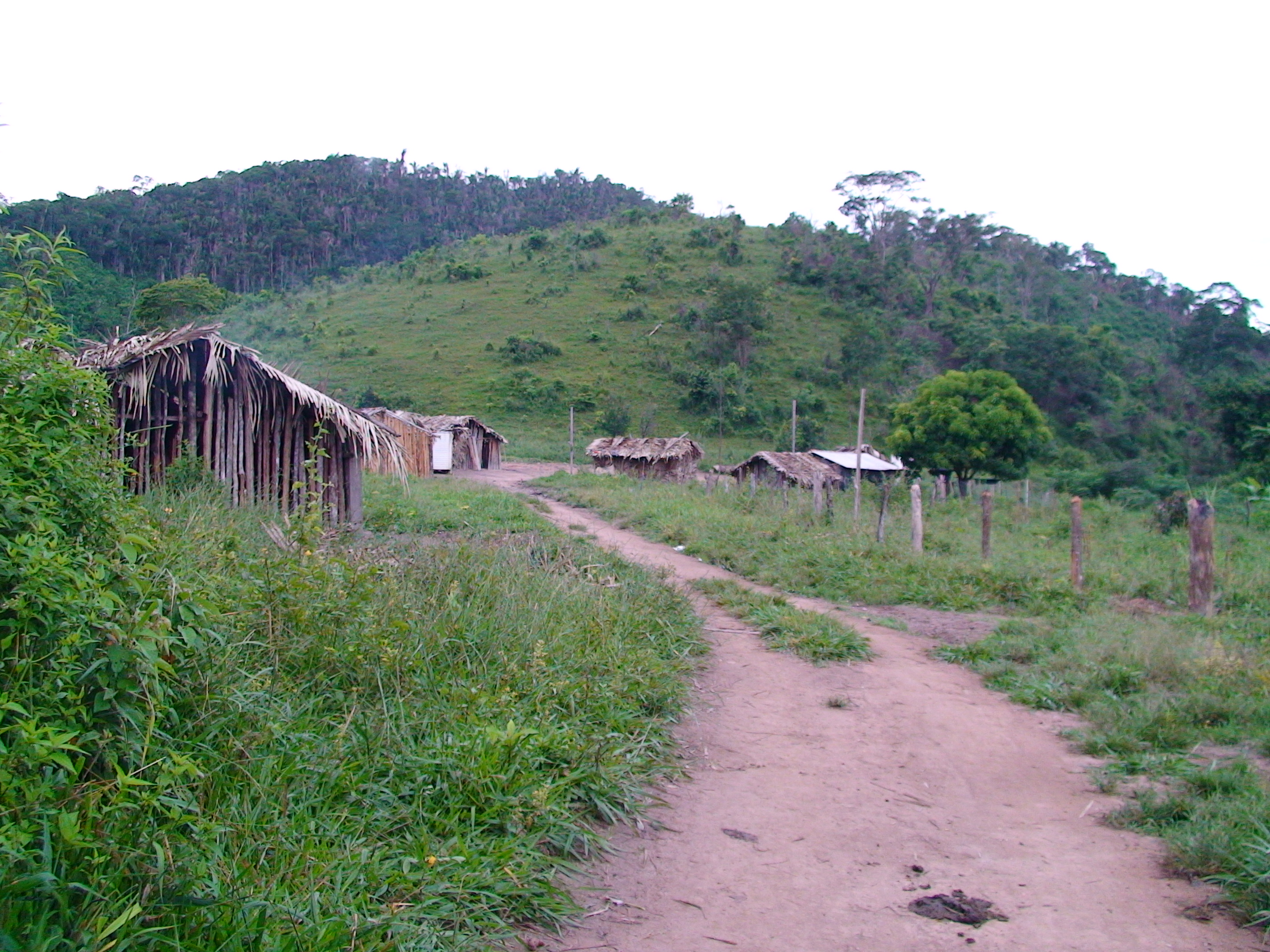
Ein Dorf der Maxacali in der Nähe von Ladainha